# Eraguene
Eraguene là một đô thị thuộc tỉnh Jijel, Algérie. Dân số thời điểm năm 2002 là 4.088 người.